# Meet the Robinsons
Meet the Robinsons (bra: A Família do Futuro; prt: Os Robinsons) é um filme de animação estadunidense de 2007, do gênero ficção científica e comédia, dirigido pelo estreante Stephen J. Anderson, com roteiro de Jon Bernstein, Michelle Spitz, Don Hall, Nathan Greno, Aurian Redson, Joe Mateo e Stephen Anderson baseado no livro infantil A Day with Wilbur Robinson, de William Joyce.
Produzido com a técnica de animação digital em 3D, é o 47.º filme de animação dos estúdios Disney.

## Sinopse
O filme conta a história do jovem órfão, chamado Lewis (Daniel Hansen), um menino de doze anos que é um inventor. Com um currículo de 124 entrevistas, o pequeno garoto não achou ainda um casal que aceite suas invenções e seu estilo de vida. Até que um dia, foi convidado para uma feira de ciências da escola, e inventa o scanner de memória, para poder descobrir quem é sua verdadeira mãe. Ele encontra o jovem Wilbur, que diz ser um policial do futuro. Wilbur (Wesley Singerman) conta para o jovem Lewis que sua invenção pode ser roubada pelo temível "Cara do Chapéu-Coco" (Stephen J. Anderson), que quer destruir seu futuro. Lewis apenas quer saber se Wilbur realmente é do futuro, e para provar Wilbur leva-o para o futuro na máquina do tempo que seu pai inventou. Quando a verdade é revelada, Lewis terá que passar por hilariantes aventuras ao lado da família Robinson, para salvar o seu futuro e o de Wilbur.

## Elenco
- Daniel Hansen e Jordan Fry como Lewis/Jovem Cornelius (Em Portugal, André Caramujo[6])
- Wesley Singerman como Wilbur (Em Portugal, João Teixeira[6])
- Matthew Josten como Goob/Jovem Cara do chapéu-coco
- Angela Bassett como Mildred (Em Portugal, Rita Alagão[6])
- Nicole Sullivan como Franny
- Ethan Sandler como Doris, Diretor, Spike, Dimitri, Laszlo e Fritz/Petúnia
- Steve Anderson como Bowler Hat Guy/Cara do chapéu-coco (Em Portugal, Pedro Górgia[6])
- Steve Anderson como Avô/Vovô Bud (Em Portugal, Fernando Gomes[6])
- Steve Anderson como Tallulah
- Tom Kenny como Sr. Willerstein
- Don Hall como Treinador Jonhson e Gaston
- Joe Whyte como Repórter
- Adam West como Tio Art (Em Portugal, Diogo Morgado[6])
- Tracey Miller-Zarneke como Lizzy
- Jessie Flower como Franny jovem
- Kelly Hoover como Tia Billie (Em Portugal, Luísa Salgueiro[6])
- John H. H. Ford como Sr. Harrington
- Dara McGarry como Sra. Harrington
- Tom Selleck como Cornelius
- Joe Mateo como T-Rex (Tiny) (Em Portugal, Rui Paulo[6])

## Produção

### Mudanças
Depois que John Lasseter assumiu o comando dos estúdios Disney, o filme passou a ser adiado para o começo de 2007. Um dos motivos para o adiamento é que a produção sofreu alguns problemas e a equipe do filme deu mais personalidades e emoções aos personagens, focando ainda mais o motivo da vingança para o vilão do filme, Mike Yagoobia, ou Goobe. Assim, a trama ficaria mais complexa do que anteriormente.
Dez meses mais tarde, quase 60% do filme havia sido desfeito e refeito. O vilão tinha sido melhorado e foi lhe dado um novo parceiro a partir de certo ponto do longa animado, um dinossauro, por conta disto os animadores e roteiristas tiveram que trabalhar mais no final do filme.

## Trilha sonora
A trilha sonora do filme foi lançada pela Walt Disney Records em 27 de março de 2007 nos Estados Unidos. Contribuíram para o álbum além do Danny Elfman os cantores Jonas Brothers, Rufus Wainwright, Rob Thomas, Jamie Cullum e They Might Be Giants. A faixa " Little Wonders ", gravado por Rob Thomas, chegou a #5 no Billboard chart AC.
A música "This Much Fun" por Cowboy Mouth, que foi apresentado no trailer do este filme, não esta no filme e na trilha sonora. A canção "There's a Great Big Beautiful Tomorrow" é originalmente de Disneyland.
Todas as faixas escritas e compostas por Danny Elfman, exceto quando indicado. 
| N.º            | Título                                                   | Artista                  | Duração |  |
| 1.             | "Another Believer"                                       | Rufus Wainwright         | 4:39    |  |
| 2.             | "Little Wonders"                                         | Rob Thomas               | 3:45    |  |
| 3.             | "The Future Has Arrived"                                 | The All-American Rejects | 3:05    |  |
| 4.             | "Where Is Your Heart At?" (escrito por Rufus Wainwright) | Jamie Cullum             | 2:23    |  |
| 5.             | "The Motion Waltz (Emotional Commotion)"                 | Rufus Wainwright         | 2:35    |  |
| 6.             | "Give Me the Simple Life"                                | Jamie Cullum             | 2:04    |  |
| 7.             | "The Prologue"                                           |                          | 1:24    |  |
| 8.             | "To the Future!"                                         |                          | 1:16    |  |
| 9.             | "Meeting the Robinsons"                                  |                          | 1:56    |  |
| 10.            | "The Science Fair"                                       |                          | 2:47    |  |
| 11.            | "Goob's Story"                                           |                          | 1:01    |  |
| 12.            | "A Family United"                                        |                          | 1:37    |  |
| 13.            | "Pop Quiz and the Time Machine Montage"                  |                          | 3:45    |  |
| 14.            | "The Evil Plan"                                          |                          | 4:13    |  |
| 15.            | "Doris Has Her Day"                                      |                          | 4:58    |  |
| 16.            | "Setting Things Right"                                   |                          | 6:00    |  |
| 17.            | "There's a Great Big Beautiful Tomorrow"                 | They Might Be Giants     | 2:00    |  |
| 18.            | "Kids of the Future"                                     | Jonas Brothers           | 3:18    |  |
| Duração total: | Duração total:                                           | Duração total:           | 52:46   |  |